# Halicyclops sarsi
Halicyclops sarsi – gatunek widłonoga z rodziny Halicyclopidae. Występuje w Morzu Kaspijskim. Opisała go w 1935 roku radziecka (rosyjska) zoolog Nina Aleksandrowna Akatowa (1910–1993).